# Straubenhardt
Straubenhardt er en kommune i landkreis Enz, i den tyske delstat Baden-Württemberg. Den ligger 21 km sydøst for Karlsruhe, og 14 km vest for Pforzheim.